# 백석동 (고양시)
백석동(白石洞)은 경기도 고양시 일산동구에 있는 행정동 및 법정동이다.

## 지명
백석동은 오래전부터 ‘핸둘’, ‘흰돌’로 불리던 마을이다. 이 ‘흰돌’이라는 이름은 백석 한자를 한글로 옮겨 부르는 명칭이다. 이 곳을 백석 이라 부르는 것은 마을 동쪽 끝에 있는 백석공원 내에 커다란 흰돌(백석)이 있기 때문에 붙여진 이름이다. 이 흰돌은 마을 주민들이 신성히 여겨온 마을의 신앙대상으로 고양시 일대에 널리 알려진 유명한 돌이다.

## 개요
백석1동은 일산신도시내에 자리해 있고, 법정동명인 백석동은 백석1동, 백석2동, 및 장항1동에 속해 있다. 현재 행정동 백석1동은 크게 고층 아파트 지역. 그리고 저층의 빌라마을 , 공장형 아파트 지역, 단독 주택지역 , 저층의 주상복합건물로 나뉘어 있는 마을이다. 마을의 북으로는 마두, 풍산동이 있고 동으로는 능곡동이 서로는 장항1동 그리고 남으로는 백석2동, 능곡동과 경계를 이루고 있다. 이곳 마을은 일산신도시를 들어오는 입구에 있는 마을이다. 일산 중앙로나 인근의 지하철 역 부근에는 대규모의 상가가 밀집되어 있어 내왕하는 시민이 많다. 마을은 크게 흰돌마을 일부와 백송마을로 나뉘어 진다. 동사무소 부근에는 단독, 저층 아파트가 들어서 있고 그 건너편에는 고층의 아파트형 공장이 그리고 주변에는 열병합 발전소, 쓰레기 소각장, 일산병원과 같은 대형건물 기관이 자리하고 있다. 백석역 인근에는 호텔과 같은 숙박업소와 고속터미널 예정부지, 그리고 대형 식당가 등이 자리하고 있다. 이 백석동에서 주민들이 가장 많이 이용하는 곳이 이마트 사거리 부근이 된다. 관내에 여러 가지 사회시설이 갖추어져 있어 주민들이 살기좋은 곳으로 유명하다.

## 아파트
| 단지명         | 건설사                    | 시행사                    | 주소                      | 입주        | 비고     |
| -------------- | ------------------------- | ------------------------- | ------------------------- | ----------- | -------- |
| 백송마을 6단지 | ㈜대우 건설부문 벽산건설  | ㈜대우 건설부문 벽산건설  | 일산동구 강촌로 192       | 1994년 6월  |          |
| 백송마을 9단지 | 두산건설                  | 두산건설                  | 일산동구 강촌로 166       | 1994년 9월  |          |
| 흰돌마을 3단지 | 국제종합건설㈜ 한진중공업 | 국제종합건설㈜ 한진중공업 | 일산동구 백석로 26        | 1994년 8월  |          |
| 흰돌마을 6단지 | 라이프주택개발㈜          | 서일개발㈜                | 일산동구 강송로125번길 52 | 1994년 10월 |          |
| 백송마을 8단지 | 선경건설 코오롱건설       | 선경건설 코오롱건설       | 일산동구 백석로 151       | 1994년 10월 |          |
| 흰돌마을 4단지 |                           | 대한주택공사              | 일산동구 장백로 61        | 1995년 5월  | 국민임대 |

## 교육
- 백신초등학교
- 금계초등학교
- 백석초등학교
- 백석중학교
- 백마고등학교
- 백신고등학교

## 교통
- 수도권 전철 3호선 백석역
- 수도권 전철 경의중앙선 곡산역
- 고양종합터미널